# سئوتی
سئوتی (به اسپانیایی: Ceutí) یکی از شهرداری‌های کومارکای شرقی و در بخش خودمختار مورسیا در کشور اسپانیا قرار دارد. تا سال ۲۰۱۲ مساحت این شهرداری ۱۰ کیلومتر مربع و جمعیت آن ۱۰۸۸۱ تَن می‌باشد.